# Staffanstorp
Staffanstorp – miejscowość (tätort) w południowej Szwecji, w regionie administracyjnym (län) Skania. Siedziba władz (centralort) gminy Staffanstorp.
Miejscowość położona jest w południowo-zachodniej części prowincji historycznej (landskap) Skania, ok. 15 km na północny wschód od centrum Malmö przy drodze krajowej nr 11 (Riksväg 11; Malmö – Simrishamn). Staffanstorp wraz z obszarem gminy zaliczany jest, według definicji Statistiska centralbyrån (SCB), do obszaru metropolitalnego Malmö (Stor-Malmö).
W 2010 Staffanstorp liczył 14 808 mieszkańców.

## Współpraca zagraniczna
Miasta partnerskie gminy Staffanstorp:
- Grimmen
- Killarney
- Kohtla-Järve
- Ozzano dell’Emilia
- Vallensbæk
- Viitasaari
- Wolin